# کلری بورتون
کلری بورتون (انگلیسی: Clarrie Bourton; ۳۰ سپتامبر ۱۹۰۸ – ۱۹۸۱ (۷۲−۷۳ سال)) بازیکن فوتبال اهل بریتانیا بود.
از باشگاه‌هایی که در آن بازی کرده‌است می‌توان به باشگاه فوتبال بریستول سیتی، باشگاه فوتبال کاونتری سیتی، باشگاه فوتبال بلکبرن روورز، و باشگاه فوتبال پلیموث آرگیل اشاره کرد.